# Monasterio Kintsvisi
El Monasterio Kintsvisi (idioma georgiano: ყინწვისი, Qinc'visi) es un monasterio georgiano ortodoxo en la región de Shida Kartli, en el este de Georgia, a 10 kilómetros de la ciudad de Kareli, en una ladera boscosa de una montaña alta del valle de Dzama.

## Historia
El complejo del Monasterio Kintsvisi consta de tres iglesias, de origen incierto. La iglesia central (principal) dedicada a San Nicolás se cree que data de principios del siglo XIII, en lo que generalmente se considera la Edad de Oro de Georgia. Una capilla muy pequeña que está al lado está dedicada a San Jorge y data de la misma época.
La iglesia más antigua, dedicada a Santa María data de los siglos X y XI, pero está mayormente en ruinas.
El sitio está actualmente listado por el World Monuments Fund como un proyecto de campo.

## Arquitectura
La iglesia principal es un gran edificio de ladrillos abovedados con cruces inscritos que alberga ejemplos únicos de arte mural medieval de principios del siglo XIII.
En la posición central de la cúpula está el Odighitria flanqueado por los arcángeles Miguel y Gabriel. En la parte central del arco de la cúpula hay una cruz expresada como un medallón. Medallones con los cuatro evangelistas adornan las pechinas. Las imágenes de los arcángeles se repiten en los muros sur y oeste de la iglesia. Las escenas del Nuevo Testamento se presentan en las paredes del norte, al igual que los retratos de los reyes georgianos, Jorge III, Tamar y Jorge IV de Georgia. Particularmente notable es la figura de un ángel sentado (el llamado "Arcángel Kintsvisi") de la composición de la Resurrección que apunta al sarcófago abierto de una manera elegante, representada sobre las figuras de los reyes, entre dos ventanas. Estos murales datan de antes de 1205 y se clasifican, debido al lujoso uso del lapislázuli para colorear sus fondos, entre las pinturas más hermosas de ese período.
Estos murales fueron ordenados por Anton Gnolistavisdze, un magnate feudal local que sirvió como ministro real. Su fresco con un modelo de una iglesia en su mano está representado en el registro inferior del muro sur, junto con un ciclo de imágenes de la vida de San Nicolás, gravemente dañado, y representaciones de varios santos de Georgia.
Los murales del nártex son de una fecha posterior, y fueron pintados por orden de una persona prominente del siglo XV, Zaza Panaskerteli, cuyo retrato también se representa aquí.
La iglesia de la Virgen María también contiene una Odighitria entronizada con una Comunión de los Apóstoles en su ábside en ruinas. Las paredes de esta iglesia probablemente fueron pintadas enteramente de la misma manera que la iglesia principal, pero todo excepto el ábside se ha derrumbado en la ladera de la montaña.